# Tazenakht
Tazenakht (Arabisch: تازناخت) is een stad in het zuiden van Marokko, in de provincie Ouarzazate, regio Souss-Massa-Daraâ. Tazenakht had een geschatte bevolking van 9.149 in 2013. De stad groeit snel: in 1994 was het inwoneraantal nog slechts 3.813. Tazenakht ligt op een hoogte van ca. 968 meter op een driesprong aan de N10, de Route Nationale 10 (de hoofdweg van Agadir naar Bouarfa) op de plaats waar een regionale weg -de R108- afsplitst naar Agdz.
Het oude dorp Tazenakht -dat twee km ten oosten ligt van het moderne centrum- was vroeger een belangrijk punt voor karavaanroutes vanwege de strategische ligging tussen de stroomgebieden van de Sous en de Draa, en Telouet, een machtscentrum van de Berbers in de Hoge Atlas. In Tazenakht vond ruilhandel plaats in verschillende producten: granen, huiden, dadels, aardewerk, sieraden, zout, suiker, thee. Deze handel zorgde voor de commerciële en culturele band tussen Tazenakht en andere regio's van Marokko.
Het oude dorp is een centrum van tapijtweverij. Het stadje heeft twee hamams (badhuizen) en twee hotels: Hotel Taghadoute en Hotel Zenaga.

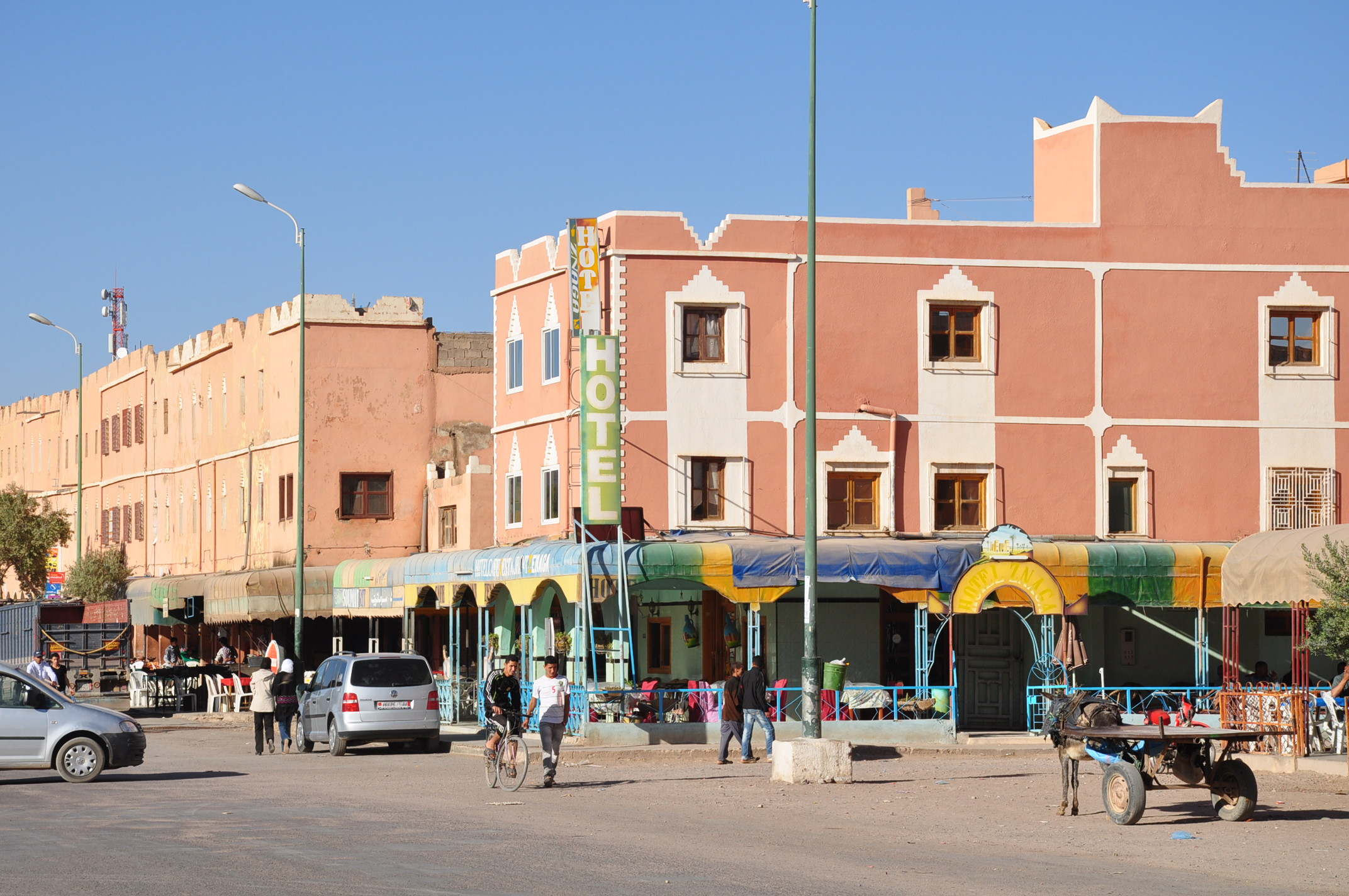
Hoofdstraat (Avenue Moulay-Hassan)
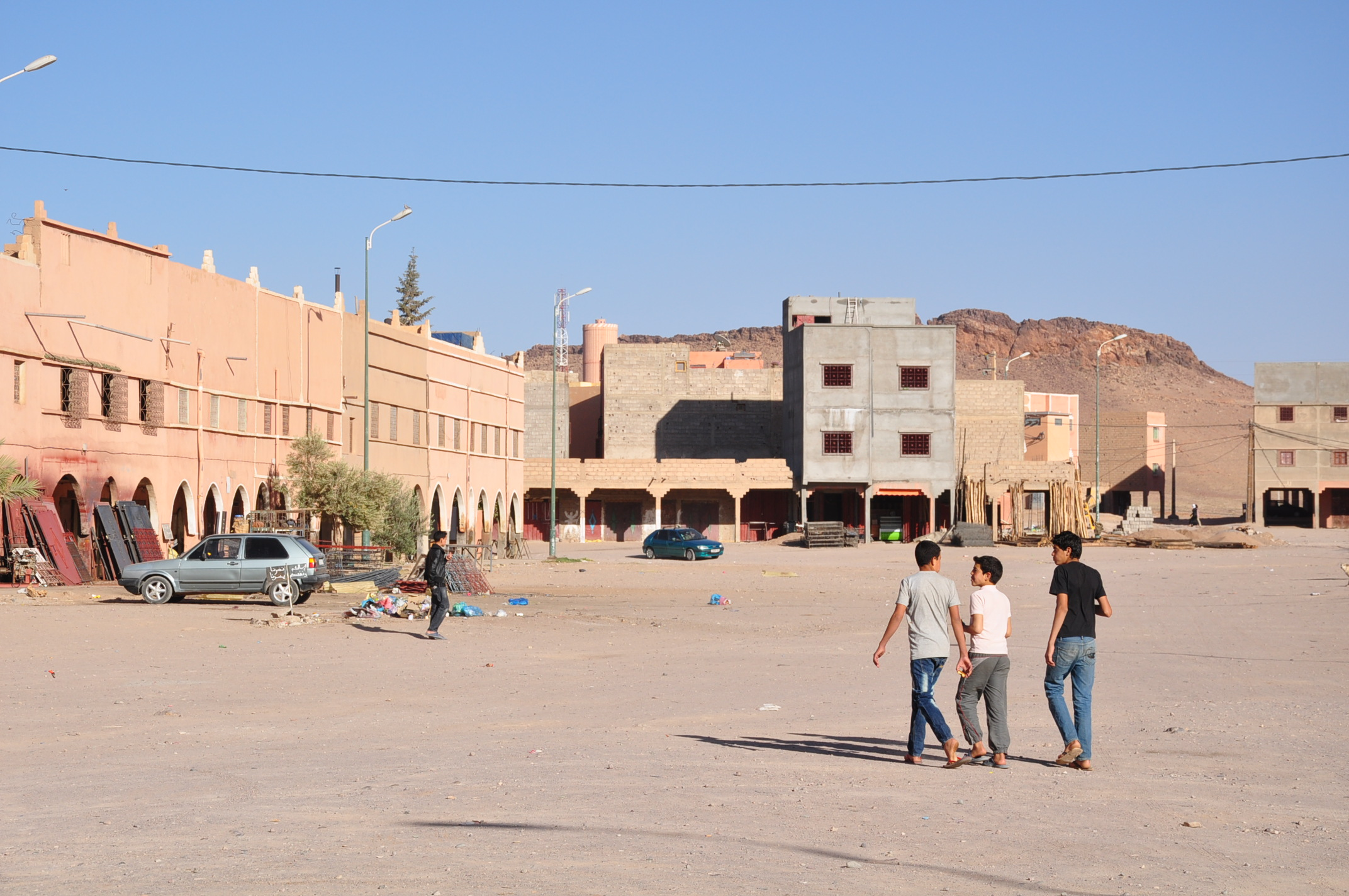
Tafereel in Tazenakht
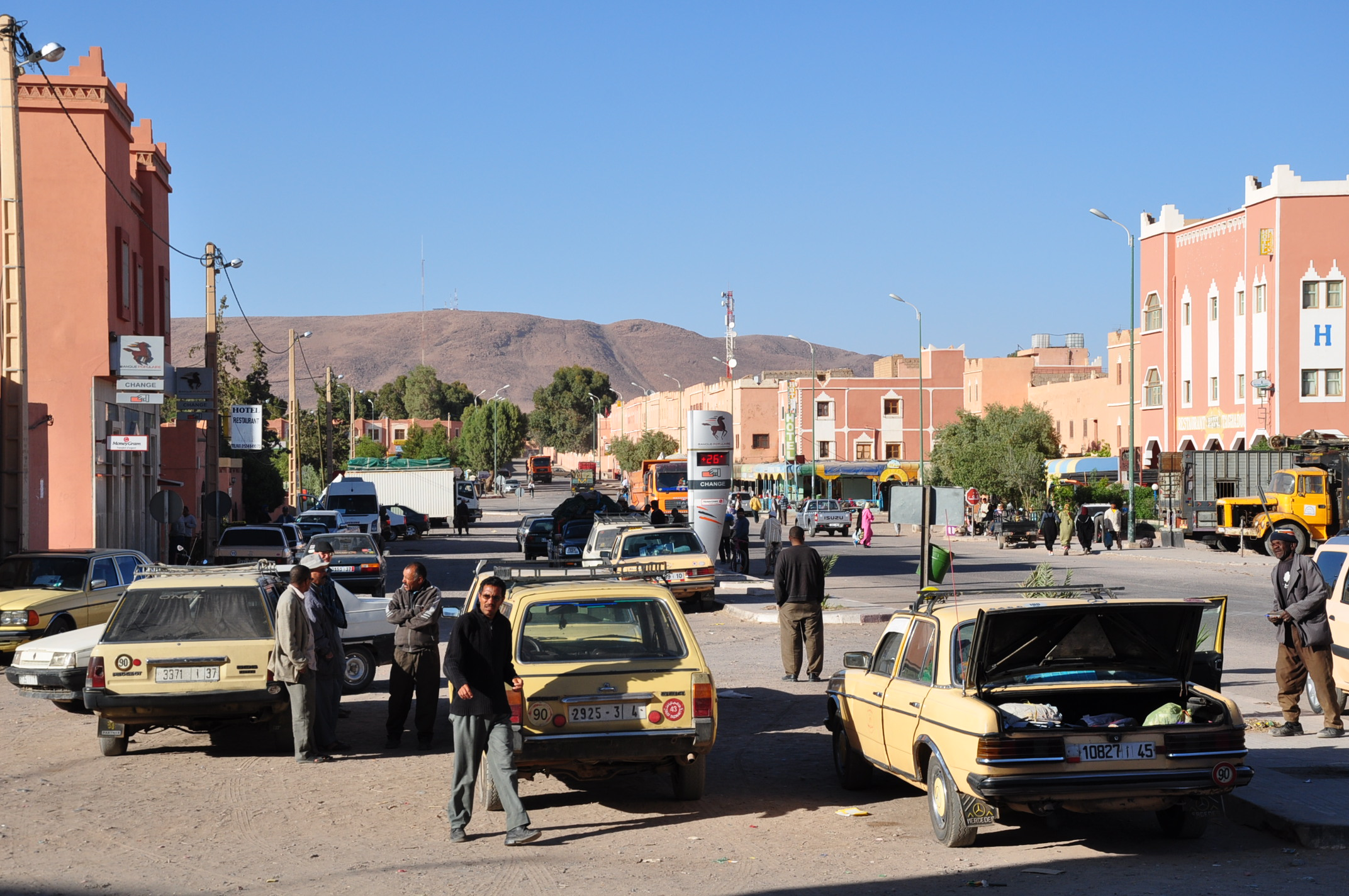
Taxistandplaats in het centrum

Tazenakht moet niet worden verward met Taznakht, een dorp in de provincie Errachidia, meer dan 400 km verder naar het noordoosten.